# Archips rosana
Archips rosana es una especie de polilla del género Archips, tribu Archipini, familia Tortricidae. Fue descrita científicamente por Linnaeus en 1758.

## Descripción
La longitud de las alas anteriores es de 7-10,5 milímetros.

## Distribución
Se distribuye por América del Norte y varios países de Europa.